# На Землі достатньо місця
«На Землі достатньо місця» (англ. Earth Is Room Enough) — збірка з сімнадцяти науково-фантастичних оповідань та двох віршів американського письменника  Айзека Азімова, що вийшов 1957 року в американському видавництві «Doubleday».

## Зміст
| Назва                   | назва                          | рік  | тема      |
| ----------------------- | ------------------------------ | ---- | --------- |
| Мертве минуле           | The Dead Past                  | 1956 |           |
| Засади успіху S.F.      | The Foundation of S.F. Success | 1954 | вірш      |
| Франшиза                | Franchise                      | 1955 | Мультивак |
| Три трюки               | Gimmicks Three                 | 1956 |           |
| Дитячі забавки          | Kid Stuff                      | 1953 |           |
| Місце, де багато води   | The Watery Place               | 1956 |           |
| Життєвий простір        | Living Space                   | 1956 |           |
| Послання                | The Message                    | 1955 |           |
| Задоволення гарантоване | Satisfaction Guaranteed        | 1951 | роботи    |
| Пекельне полум'я        | Hell-Fire                      | 1956 |           |
| Остання сурма           | The Last Trump                 | 1955 |           |
| Як їм було весело       | The Fun They Had               | 1951 |           |
| Жартівник               | Jokester                       | 1956 | Мультивак |
| Безсмертний бард        | The Immortal Bard              | 1953 |           |
| Одного дня              | Someday                        | 1956 | Мультивак |
| Випробування автора     | The Author's Ordeal            | 1957 | вірш      |
| Мрії — особиста справа  | Dreaming Is a Private Thing    | 1955 |           |